# وینچنزو کاموچینی

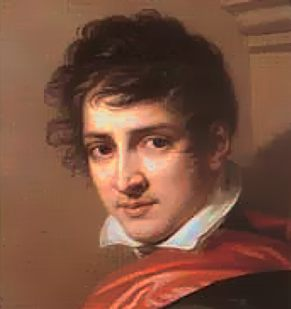
نقاشی وینچنزو از خودش

وینچنزو کاموچینی (۲۲ فوریه ۱۷۷۱ تا ۲ سپتامبر ۱۸۴۴) یک نقاش نوکلاسیک ایتالیایی بود که بیشتر رویدادهای تاریخی و مذهبی را به تصویر می‌کشید. او در دوران خودش در رم از برترین‌های نقاشی بود.
وینچنزو نقاشی را از برادرش آموخت و تا ۳۰ سالگی آثار نقاشان بزرگ را تکرار می‌کرد.

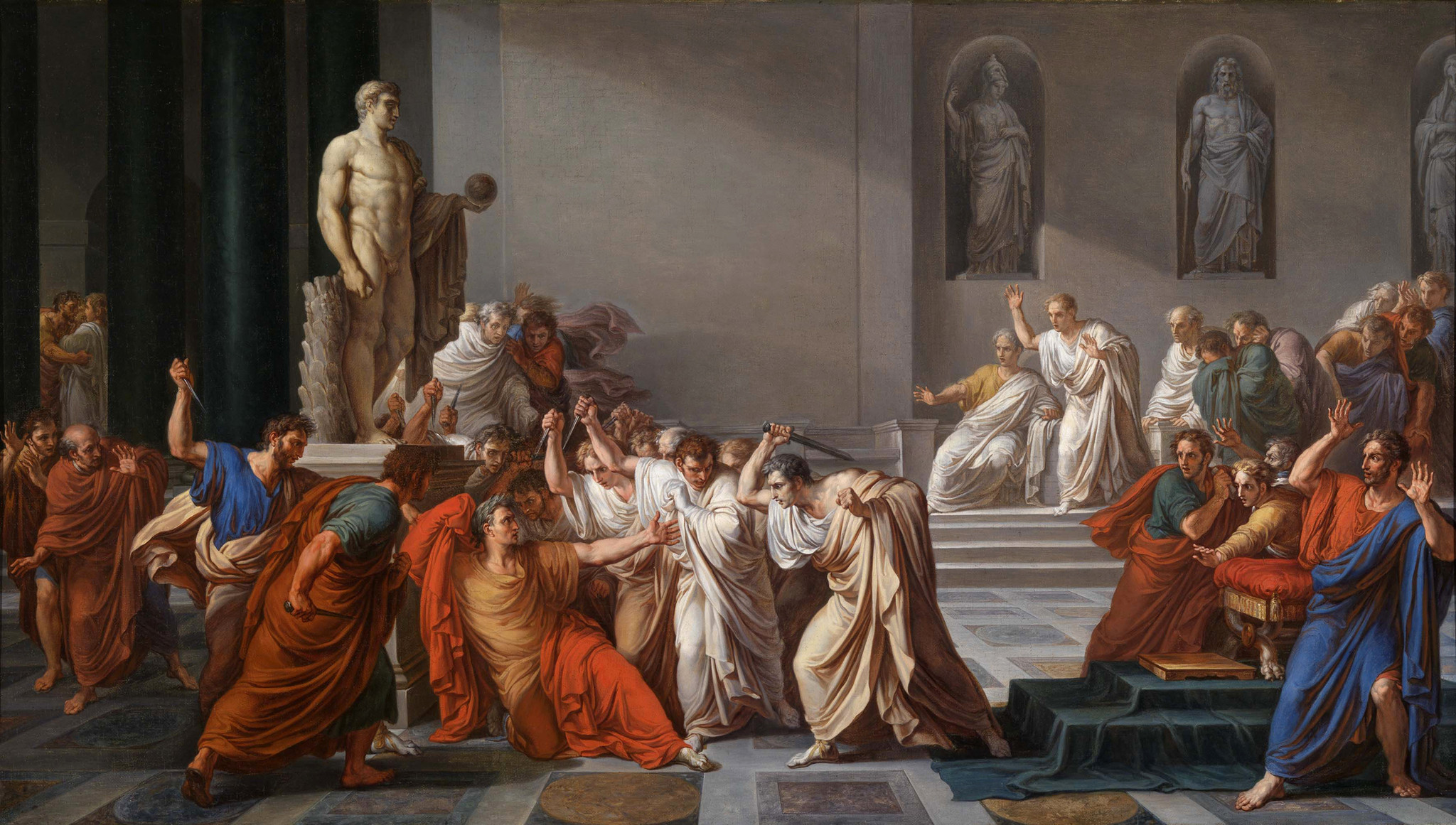
نگارۀ کشته شدن ژولیوس سزار اثر کاموچینی.

وینچنزو در سال ۱۸۴۴ در رم درگذشت. او در طول زندگی اش هیچوقت برای خرید لوازم هنری گران‌قیمت هزینه نکرد.